# Daniel Mark Eberhard
Daniel Mark Eberhard (* 1976 in Isny) ist ein deutscher Musikpädagoge und Musiker. Er ist seit 2015 Professor für Musikpädagogik und Musikdidaktik an der Katholischen Universität Eichstätt-Ingolstadt und lebt in Augsburg.

## Leben
Daniel Mark Eberhard war nach dem Lehramtsstudium mit den Fächern Musik und Mathematik sowie anschließendem Schuldienst und begleitenden Lehraufträgen (2002–2007) von 2007 bis 2014 als Wissenschaftlicher Mitarbeiter am Lehrstuhl für Musikpädagogik der Universität Augsburg tätig. Nach einer Vertretungsprofessur am Leopold-Mozart-Zentrum der Universität Augsburg und einer zweijährigen Gastprofessur an der Universität der Künste Berlin nahm er zum Wintersemester 2015/2016 den Ruf auf die Professur für Musikpädagogik und Musikdidaktik an der Katholischen Universität Eichstätt-Ingolstadt an.
Neben seiner wissenschaftlichen Tätigkeit ist ein international tätiger, mehrfach ausgezeichneter Künstler, Referent in der Lehrerfortbildung und Autor zahlreicher fachdidaktischer Publikationen. Zudem ist er bundesweit in der Verbands- und Gremienarbeit aktiv.

## Wissenschaftliche Tätigkeit
Zu den wissenschaftlichen Arbeits- und Interessensschwerpunkten von Daniel Mark Eberhard gehören die die Themenbereiche Heterogenität/Diversität und Inklusion in Verbindung mit dem angloamerikanischen Konzept „Community Music“, Musikdidaktik und empirische Unterrichtsforschung, musikpädagogische Regionalforschung sowie außerschulische Musikpädagogik. Nach Tätigkeiten als Lehrer an Realschule und Gymnasium, als Lehrbeauftragter an der Universität Augsburg und an der Hochschule für Musik Nürnberg-Augsburg zwischen 2002 und 2007 sowie als Wissenschaftlicher Mitarbeiter am Lehrstuhl für Musikpädagogik der Universität Augsburg ab 2007 erfolgte 2010 die Promotion zum Thema Ursachen von Unterrichtsstörungen im Fach Musik bei Rudolf-Dieter Kraemer. Einer Vertretungsprofessur am Leopold-Mozart-Zentrum der Universität Augsburg im WS 2013/2014 folgte vom SS 2014 bis einschließlich WS 2015/2016 eine Gastprofessor für Musikpädagogik an der Universität der Künste Berlin. Zum Wintersemester 2015/2016 nahm er den Ruf auf die Professur für Musikpädagogik und Musikdidaktik an der Katholischen Universität Eichstätt-Ingolstadt an. Von Oktober 2015 bis 2023 war Daniel Mark Eberhard 1. Vorsitzender des Arbeitskreises der Musikdidaktiker an Bayerischen Musikhochschulen und Universitäten, von November 2016 bis November 2024 war er Mitglied im Präsidium des Bayerischen Musikrates, seit Juli 2018 ist er Mitglied im „Bundesfachausschuss Bildung“ des Deutschen Musikrates.
Neben seinen nationalen und internationalen Tätigkeiten als Referent bei musikpädagogischen Tagungen und Lehrerfortbildungen veröffentlichte er über 250 musikpädagogische und musikdidaktische Schriften. Seit 2000 ist er zudem als Musikpädagoge und Fachbegleiter wissenschaftlicher Studien im Bereich der Nachwuchsförderung von Kindern und Jugendlichen aktiv, u. a. für das Landes-Jugendjazzorchester Bayern.
Er ist Initiator des europaweit einzigartigen Masterstudiengangs „Inklusive Musikpädagogik / Community Music“ an der Katholischen Universität Eichstätt-Ingolstadt. 2018 lehnte er einen Ruf auf die W3-Professur für Musik und ihre Didaktik an der PH Weingarten ab. Von 2019 bis 2022 war er zweiter Sprecher der Konferenz Musikpädagogik an Wissenschaftlichen Hochschulen (KMpWH). Von Mai 2022 bis Januar 2025 wurde er vom Präsidium des Bayerischen Musikrates als Vertretung der Musikorganisationen in den Bayerischen Rundfunkrat entsandt, wo er auch dem Programmausschuss angehörte.

## Künstlerische Tätigkeit
Daniel Mark Eberhard ist vorwiegend in den Bereichen Jazz, Blues, Soul, Singer-Songwriter, Popmusik, Weltmusik, Crossover tätig und wurde engagiert als Pianist, Keyboarder, Hammond-Organist und Akkordeonist bei (inter-)nationalen Klassik- und Jazz-Festivals (z. B. Jazz-Festival Bansko/Bulgarien 1998, 2012 und 2018, Varna Summer International Jazz Festival/Bulgarien 2012, Jazzfestival Val di Fiemme/Italien 2005, Jazzfestival Prag/Tschechien 2006, Braunschweig Classix Festival 2000, 2001, 2007, 2008, Jazzfest München 2009, HarzClassixFestival 2017), Wendelstein Jazz & Blues Open 2019.
Er arbeitete u. a. zusammen mit Bobby Shew, Chico Freeman, Scott Hamilton, Gil Kaupp (USA), Jacques Loussier und André Arpino (Frankreich), Darioush Shirvani (Iran), Seref Dalyanoglu (Türkei), Layth Abdul Ameer (Irak), Njamy Sitson (Kamerun), Andy Haderer, Joo Kraus, Melanie Bong, Andy Haderer, Claus Reichstaller, Sebastian Studnitzky, Harald Rüschenbaum, Rüdiger Baldauf, Jörg Widmoser, Stephan Holstein, Michael Lutzeier, Anajo (alle Deutschland), dem deutschen Schriftsteller Thomas Brussig und der österreichischen Schauspielerin Christiane Hörbiger. Neben der künstlerischen Beteiligung an 47 CD- und Rundfunkproduktionen ist Daniel Mark Eberhard als Arrangeur und musikalischer Leiter für TV-Produktionen tätig (z. B. „Verlorene Maßstäbe“. Zentrale Eröffnungsfeier der Woche der Brüderlichkeit. ZDF 2010). Zu seinen Arrangementtätigkeiten gehört u. a. die bislang einzige Jazz-Bearbeitung der kompletten Oper „Der Freischütz“ von Carl Maria von Weber. Er ist Gründer der seit 2003 bestehenden Uni Big Band Augsburg, die er bis 2015 leitete, und des Pop-Orchesters der Universität Augsburg. Mit dem Pop-Orchester führte er 2008 gemeinsam mit der Pop-Band Anajo eine medial vielbeachtete Tour durch Deutschland, Österreich und die Schweiz durch.
2010 wurde er Endorsement-Artist bei Hammond, 2011 bei Hohner und 2012 bei dem Instrumentenhersteller Korg.
Daniel Mark Eberhard ist darüber hinaus Initiator und Gründungsmitglied des Jazzclub Augsburg e. V.

## Auszeichnungen
- 2023 Preis für exzellente Lehre
- 2022 Kulturpreis der bayerischen Landesstiftung
- 2022 Uniservitate Global Award
- 2014 Deutscher Pop Preis (Mitwirkung als Studiomusiker bei CD-Produktion „Sarah Straub: RED“)[26]
- 2014 Bayerischer Pädagogikpreis, Auszeichnung für „herausragende und innovative Leistungen in der Lehrerbildung in Bayern“[27]
- 2011 Kunstpreis der Stadt Gersthofen[28]
- 2007 Augsburger Theaterpreis für „Swing alive“[29]
- 2005 Kunstförderpreis der Stadt Augsburg für Jazz & Komposition[30]
- 2004 „crossmedia-Wettbewerb“, 2. Platz beim größten Kreativ-Wettbewerb für digitale Medien in Bayern[31]

## Publikationen (Auswahl)
Den inhaltlichen Schwerpunkt der Schriften Eberhards bilden musikpädagogische, musikdidaktische und unterrichtspraktische Veröffentlichungen.
Monografien:
- mit M. Raab: Das schnelle Methoden 1 × 1 – Musik Sekundarstufe I + II. Cornelsen, Berlin 2020.
- mit G. Hirte und E. Koch: Das schnelle Methoden 1 × 1 – Musik Grundschule. Cornelsen, Berlin 2017.
- mit G. Hirte und U. Höfer: Inklusions-Material Musik. Klasse 1–4. Cornelsen, Berlin 2017.
- mit U. Höfer: Inklusions-Material Musik. Klasse 5–10. Cornelsen, Berlin 2016.
- Musik unterrichten: planen, durchführen, reflektieren. Cornelsen, Berlin 2016.
- Referendariat Musik – Kompaktwissen für Berufseinstieg und Examensvorbereitung. Cornelsen, Berlin 2015.
- Unterrichtseinstiege Musik. Cornelsen, Berlin 2015.
- Ursachen von Unterrichtsstörungen im Fach Musik aus Sicht der Beteiligten und Entwurf eines Diagnosebogens zur Metakommunikation im Musikunterricht der Bayerischen Realschule. Dissertation. 2010. (online verfügbar)

Herausgeberschaft:
- Alicia de Bánffy-Hall, Daniel Mark Eberhard, Annette Ziegenmeyer (Hrsg.): Musik im Strafvollzug. Perspektiven aus Forschung und Praxis. Waxmann, Münster/New York 2021.
- mit C. Schmidmeier: Mit Melodien, Rhythmen und Bewegung das Lernen unterstützen – Unterrichtsprinzip Musik in allen Fächern. Cornelsen, Berlin 2021.
- mit A. M. Ruile: „each one teach one“ – Inklusion und kulturelle Bildung im Kontext von Jugendszenen. (= Schriftenreihe des Interdisziplinären Forums Populärkultur der Universität Augsburg. Band 1). Tectum, Marburg 2013.
- mit R.-D. Kraemer: Augsburger Projekte und Initiativen zur Musikvermittlung. Versuch einer gründlichen Dokumentation. Vermitteln, Interpretieren, Forschen, Fördern. (= Schriften des Leopold-Mozart-Zentrums der Universität Augsburg (LMZ). Band 1). Wißner, Augsburg 2013.
- mit M. Loritz, A. Becker u. a.: Musik – Pädagogisch – Gedacht. Reflexionen, Forschungs- und Praxisfelder. Festschrift für Rudolf-Dieter Kraemer. (= Forum Musikpädagogik. Band 100). Wißner-Verlag, Augsburg 2011.

Unterrichtsmaterialien:
- mit U. Brauerhoch: Die besonders runde Stunde – Musik Sekundarstufe I 5/6. Cornelsen, Berlin 2018.
- mit U. Brauerhoch: Die besonders runde Stunde – Musik Sekundarstufe I 7/8. Cornelsen, Berlin 2018.
- mit G. Hirte und E. Koch: Die besonders runde Stunde – Musik Grundschule 3/4. Cornelsen, Berlin 2017.
- mit G. Hirte und E. Koch: Die besonders runde Stunde – Musik Grundschule 1/2. Cornelsen, Berlin 2016.

## Diskographie (Auswahl)
als Künstlerischer Leiter:
- Katholische Universität Eichstätt-Ingolstadt – Colours of flight & migration. Musikalische Dialoge zwischen Orient und Okzident, Oriental Music 2016
- Uni Big Band Augsburg – Generations, artmode 2014
- Uni Big Band Augsburg – Big breaks – Big Band meets HipHop, artmode 2012
- Uni Big Band Augsburg feat. Claus Reichstaller, Stephan Holstein und Michael Lutzeier, artmode 2010
- Anajo & das Poporchester, tapete records 2009 (CD/DVD)

als Interpret:
- Martin Schmid (2024): Martin Schmid Swingtime, boxbergmusic.
- Harald Rüschenbaum Trio (2022): Die Kneippkur! Kneipp-Verlag. (DVD, div.).
- Harald Rüschenbaum Trio (2019): Swing, Carmen, Swing! fliptopmusic.
- Alexandrina Simeon & Daniel Mark Eberhard (2018): Live at the Bulgarian National Radio Varna. fliptopmusic.
- Alexandrina Simeon Quintett feat. Benny Brown (tr): Ocean Tales, Unit Records 2018
- The Mufuti Four (2017): The Mufuti Four: exit strategy, fliptopmusic
- Freunde des Augsburger Puppenspiels: S-Live in der Kiste. Jazz und mehr. 15 Jahre – 150 Konzerte in der Augsburger Puppenkiste. KIKO. Theater-, Film- und Fernsehproduktions-GmbH 2017.
- Sarah Straub: RED: Donnerwetter, Cargo 2014 (Deutscher Pop Preis 2014)
- Walter Bittners Zakedy Music: EXYL, Downhill Records 2014
- Walter Bittners Zakedy Music: Spinning Wheel, Downhill Records 2014
- The Mufuti Four: The Mufuti Four. Downhill Records 2013
- Fakstheater: Onkel Ede hat einen Schnurrbart. Brecht für Kinder, andrae-records. 2012
- jazzlcub sounds Vol. 1, artmode 2012
- Harald Rüschenbaum Trio: Swing frei, Schütz!, Downhill Records 2011
- Walter Bittners Zakedy Music: Imago – a modern suite, GLM 2011 (nominiert für den Vierteljahrespreis 4/2011 der Deutschen Schallplattenkritik in der Sparte „Modern Jazz“)
- Alexandrina Simeon Quintett: Roots & Influence, Mons Records 2011
- Swing tanzen verboten: The Choo Shoo Sing Swing Songbook, artmode 2010
- Martin Schmid: Nach all den langen Jahren, artmode 2009
- Fakstheater: Kinder kommt und ratet, was im Ofen bratet, andraerecords 2007
- Swing tanzen verboten: Swing alive, artmode 2006